# Cyclope
Cyclope là một chi ốc biển, là động vật thân mềm chân bụng sống ở biển thuộc họ Nassariidae.

## Các loài
Các loài thuộc chi Cyclope bao gồm:
- Cyclope neritea (Linnaeus, 1758)[3]
- Cyclope pellucidus Risso, 1826[4]
- Cyclope westerlundi Brusina, 1900

Các loài được đưa vào đồng nghĩa
- Cyclope donovania Risso, 1826: đồng nghĩa của Cyclope pellucidus Risso, 1826
- Cyclope neritoidea Risso, 1826 (Unnecessary substitute name for Buccinum neriteum Linnaeus, 1758): đồng nghĩa của Cyclope neritea (Linnaeus, 1758)
- Cyclope tarentina Parenzan, 1970: đồng nghĩa của Cyclope neritea (Linnaeus, 1758)

## Hình ảnh

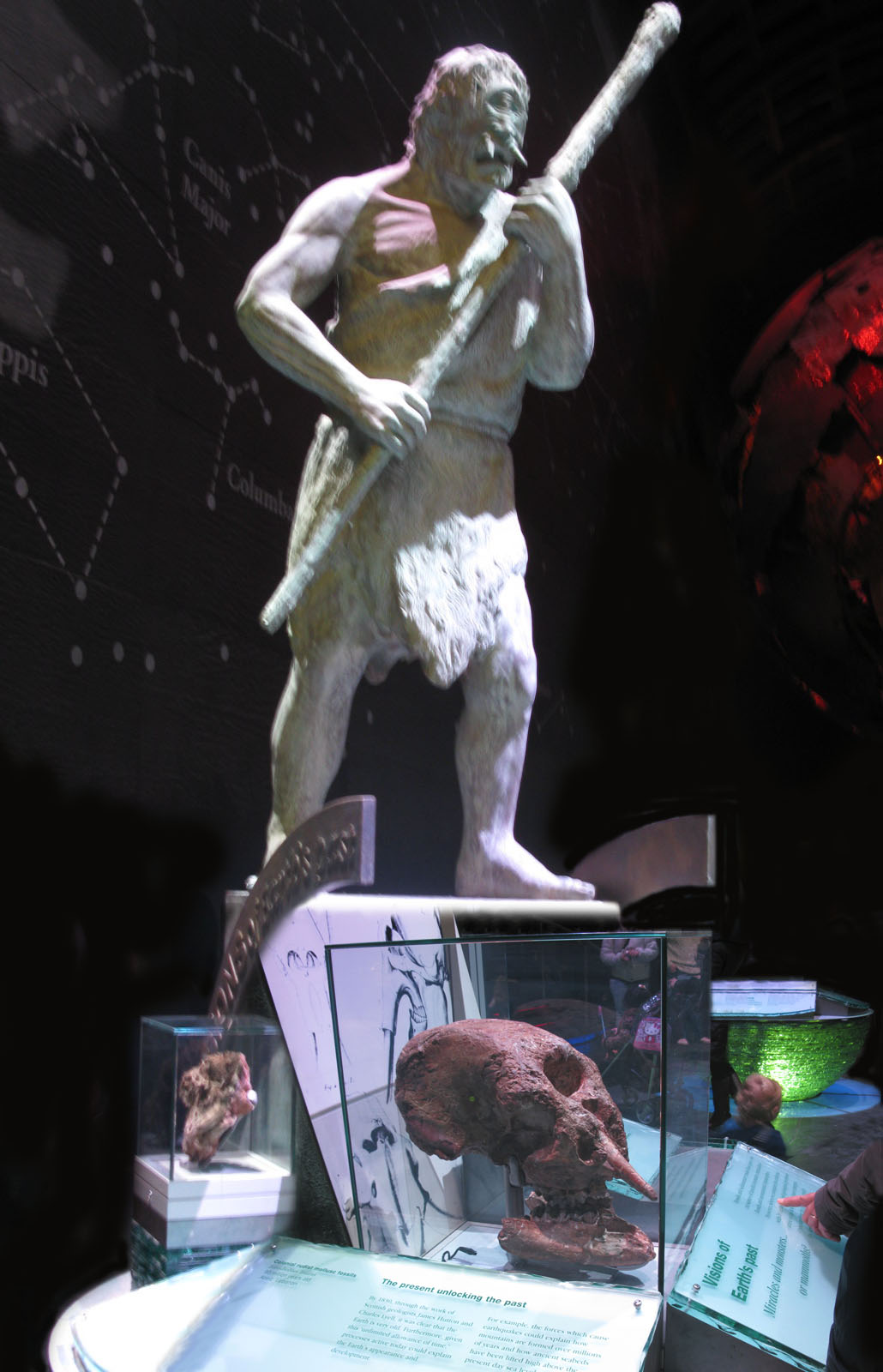